# Сепожка
Сепожка — река в России, протекает по Игринскому району Республики Удмуртия. Устье реки находится в 25 км по левому берегу реки Ита. Длина реки составляет 17 км.
Исток расположен восточнее деревни Малые Мазьги. Река течёт на восток и северо-восток, протекает деревни Решетники, Новоглазово, Сепож. Чуть ниже последней впадает в Иту.
Приток — Костошурка (левый). В месте впадения Костошурки на Сепожке плотина и запруда.

## Данные водного реестра
По данным государственного водного реестра России относится к Камскому бассейновому округу, водохозяйственный участок реки — Чепца от истока до устья, речной подбассейн реки Вятка. Речной бассейн реки — Кама.
Код объекта в государственном водном реестре — 10010300112111100032820.